# Cà vạt

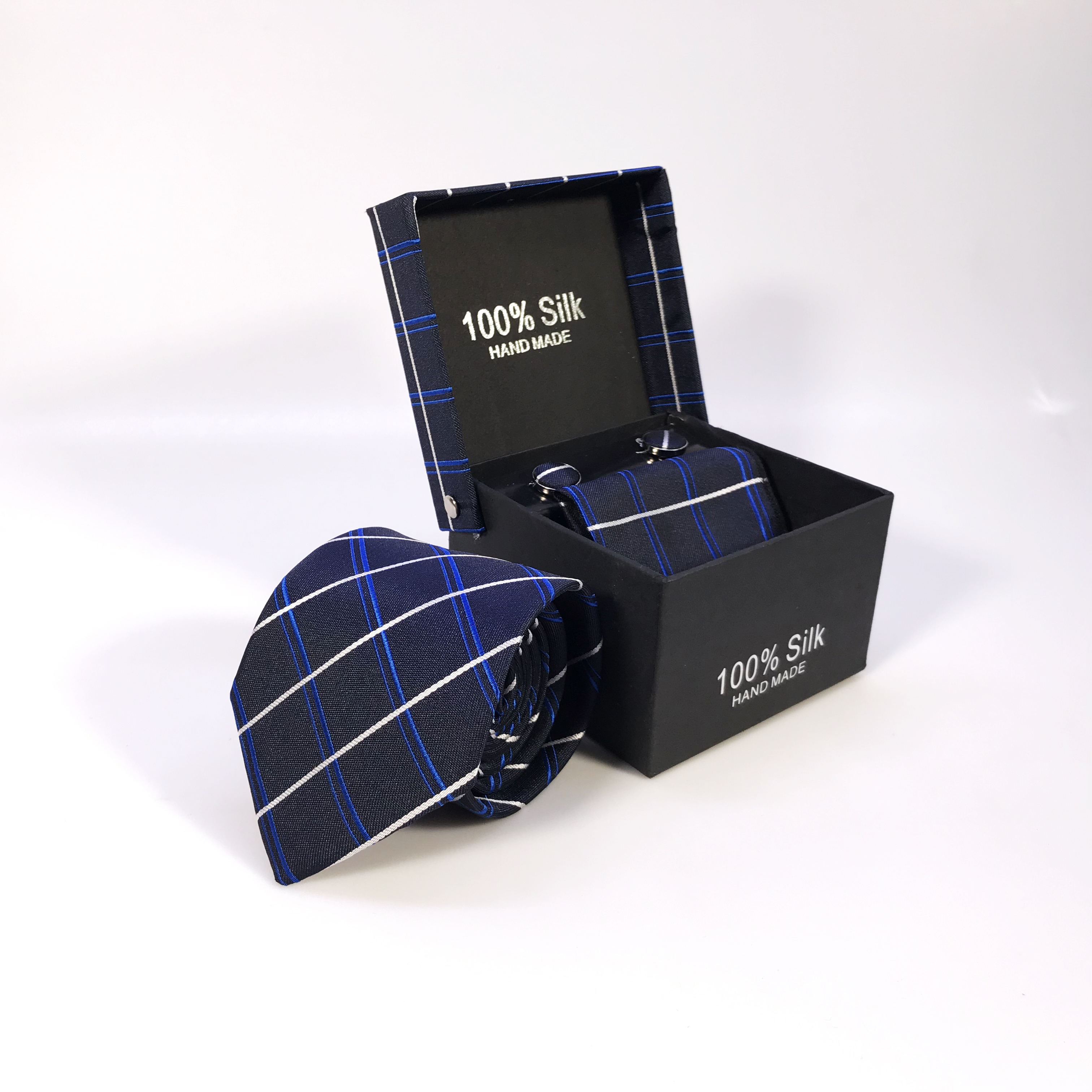
Cà vạt nam từ Thomas Nguyen

Cà vạt (bắt nguồn từ từ tiếng Pháp cravate /kravat/), còn được gọi là ca-ra-vát, là trang phục phụ trợ gồm một miếng vải dài, thường được làm bằng lụa, được thắt dưới cổ áo với hai đầu để nằm dọc xuống ngực áo, đầu có bản to để ra phía trước, che đi hàng nút áo. Cà vạt thường được nam giới mặc cùng với áo sơ-mi và quần tây trong những dịp cần ăn mặc lịch sự, trang trọng. Cà vạt cũng được mặc trong trang phục công sở, lễ phục, đồng phục hay quần áo thời trang.

## Lịch sử hình thành và phát triển

### Những chiếc cà vạt đầu tiên
Hầu hết những người am hiểu phong cách ăn mặc thời trang cổ điển đều cho rằng cà vạt có từ thế kỷ 17, trong suốt ba thập kỷ chiến tranh tại Pháp.
Câu chuyện về chiếc cà vạt bắt nguồn từ một chuyến công du tới Paris vào những năm 1660 bởi một trung đoàn từ Croatia. Vua Louis XIV đã bị choáng ngợp bởi những chiếc khăn lụa màu sắc sặc sỡ của các sĩ quan Croatia. Ông bắt đầu đeo chiếc caravat đăng ten từ năm 1760 khi mới bảy tuổi và sau đó cho may phụ kiện này như một món đồ bắt buộc của trang phục hoàng gia.
Như một cách để tưởng niệm cho những người lính Croatian, ông đã đặt cho chúng cái tên "La Cravate" – cách gọi đối với cà vạt vẫn được nhắc đến ở Pháp ngày nay.
Ngày Quốc tế cà vạt được tổ chức vào ngày 18 tháng 10 hàng năm tại Croatia và vài thành phố khác trên thế giới như Dublin, Como, Tokyo, Sydney...
Những chiếc cà vạt sơ khai đầu tiên có diện mạo vô cùng khác biệt với "con cháu" của nó sau này, song chúng có sức sống cực kỳ mạnh liệt, càn quét khắp các ngõ ngách châu Âu trong suốt hơn 200 năm
Cà vạt mà chúng ta nhìn thấy ngày hôm nay chỉ thực sự được biết đến rộng rãi vào những năm 20 của thế kỷ 20.

### Thập niên 1900
Cà vạt được coi là phụ kiện cần phải có đối với phái mạnh trong thập kỷ đầu tiên của thế kỷ trước. Phổ biến nhất vẫn là những chiếc cà vạt có nguồn gốc từ đầu thế kỷ 17 đước mang đến Pháp từ cảm hứng về trang phục người Croatian.
Điểm khác biệt đáng kể chính là cách thắt.

### Thập niên 1910
Thập kỷ thứ hai của thế kỷ 20 đánh dấu bước thụt lùi của phụ kiện đầy tính trang trọng và hình thức này bởi xu hướng thời trang Casual nổi lên như một lẽ tất yếu với những điểm mạnh nổi bật: thoải mái, tiện dụng và vừa vặn.
Cho đến cuối thập kỷ, chiếc cà vạt đã có những biến đổi đáng kể gần hơn với diện mạo của cà vạt ngày nay.

### Thập niên 1920
Những năm 20 là bước ngoặt quan trọng đối với cà vạt nam giới. Một người thợ may ở New York đã sáng tạo ra kiểu cà vạt ba mảnh thay thế cho cà vạt một mảnh ngày xưa, vẫn giữ nguyên kiểu dáng nguyên thủy, đồng thời tạo điều kiện để phái mạnh thỏa sức sáng tạo những kiểu thắt khác nhau.
Thêm vào đó, lần đầu tiên, cà vạt kẻ sọc "lộ diện" và "nổi lên" như một cơn sốt làm nên nét lịch lãm đối với phái mạnh

### Thập niên 1930
Trong suốt thòi gian làn sóng nghệ thuật Art Deco những năm 30, cà vạt xuất hiện rộng rãi và thường có mặt trong những kiểu mẫu và thiết kế khác nhau của trường phái này.
Đàn ông thời gian này đã rút ngắn độ dài cà vạt và thường thắt caravat theo kiểu Windsor Knot – một kiểu thắt cà vạt mà công tước Windsor đã phát minh ra trong thời điểm này.

### Thập niên 1940
Thời gian này không chứng kiến nhiều sự thay đổi nổi bật về kiểu dáng của cà vạt có lẽ là do ảnh hưởng của chiến tranh thế giới thứ hai khiến người ta lo lắng nhưng thứ quan trọng hơn là thời trang hay quần áo.
Khi chiến tranh chấm dứt vào năm 1945, cảm hứng thời trang bắt đầu nhen nhóm trở lại. Màu sắc cà vạt thời kỳ này đã đậm nét hơn, đích thị là điểm nhấn cho trang phục đen trắng quen thuộc của nam giới.
Mẫu mã kiểu dáng đa dạng hơn, thậm chí một nhà bán lẻ có tên Grover Chain Shirt đã tạo ra một bộ sưu tập cà vạt cho nữ giới.

### Thập niên 1950
Khi nhắc đến lịch sử phát triển của cà vạt, thời kỳ những năm 50 nổi tiếng với sự ra đời của cà vạt dạng bản nhỏ vừa vặn hơn với trang phục. Thêm vào đó, những thợ may cũng thử nghiệm với những chất liệu cà vạt mới mẻ hơn.

### Thập niên 1960-1980
Khác với sự thay đổi trong thập kỷ trước, thời gian này giới thời trang lại được chiêm ngưỡng những thiết kế cà vạt với kích cỡ "khủng" hơn bao giờ hết với bề ngang lên đến hơn 13 cm. Loại cà vạt này còn được gọi với cái tên Kipper-tie

### Thập niên 1990
Đến năm 1990 phong cách thiết kế cà vạt bản lớn đã nhạt dần. Cà vạt trở nên đồng đều hơn với chiều rộng từ 9.5 – 10 cm.
Phụ kiện phổ biến nhất vẫn là cà vạt có họa tiết hoa lá sắc nét và paisley (họa tiết có đường cong của cánh hoa) – một phong cách đến ngày này đã làm thay đổi diện mạo thiết kế và trở thành họa tiết vô cùng phổ biến ngày nay.

### Thế kỷ 21
Ngày nay cà vạt đa dạng với bề rộng, đường cắt, họa tiết và kiểu dáng khác nhau. Điều này hoàn toàn tùy thuộc vào sự lựa chọn của mỗi người, cho phép các chàng trai thỏa sức lựa chọn tùy theo phong cách riêng của mình.
Bề rộng tiêu chuẩn của một chiếc cà vạt là từ 8,2 - 8,9 cm.

## Phân loại
Cà vạt hiện nay có hai loại phổ biến chính:
- Cavat bản to: Cà vạt có phần lưỡi rộng từ 7–8 cm. Phù hợp với những người có thể hình cao to, người trung niên, người lớn tuổi.
- Cavat Hàn Quốc: Cà vạt có phần lưỡi rộng từ 4–6 cm. Phù hợp với thanh niên, vóc dáng nhỏ gọn, kiểu dáng theo phong cách thanh niên Hàn Quốc.